# Allmen und der rosa Diamant
Allmen und der rosa Diamant ist ein Roman des Schweizer Autors Martin Suter und der zweite seiner Allmen-Reihe. Er erscheint seit 2011 Im Diogenes Verlag und wurde 2017 verfilmt.

## Handlung
Zwei Jahre sind nach der spektakulären Wiederbeschaffung seltener Gallé-Schalen vergangen, die zur Gründung von Allmen International Inquiries geführt haben, dem gemeinsamen Unternehmen des Kunstliebhabers und Gelegenheitsdiebes Johann Friedrich von Allmen und seines Butlers Carlos – einem illegal in der Schweiz lebendem Guatemalteken. Die Auftragslage war seitdem jedoch eher schwach. Die Finanzlage des ausgabefreudigen Lebemannes Allmen ist daher wieder einmal angespannt. Der Auftrag des Engländers Montgomery – der aber nur ein Mittelsmann ist – einen sehr wertvollen rosa Diamanten wieder zu beschaffen, kommt daher sehr gelegen. Dieser soll von dem russischen Unternehmer Sokolow gestohlen worden sein. Sokolow lebt in Schweiz, ist seitdem aber verschwunden.
Tatsächlich gelingt es dem Duo, Sokolow über dessen – ebenfalls illegal in der Schweiz lebende – mexikanische Putzfrau Maria in einem ostdeutschen Ostseebad aufzuspüren. Allmen nimmt Kontakt auf. Nicht zum ersten Mal bemerkt er dabei, dass zwei Amerikaner und zwei Engländer ebenfalls hinter Sokolow her sind. Allmen kann ein vertrauliches Verhältnis zu Sokolow aufbauen. Während er Sokolow die Schlüsselkarte entwendet und dessen Zimmer durchsucht, wird Sokolow im Spa-Bereich des Hotels ermordet.
Nachdem Allmen seine Aussage der Polizei zu Protokoll gegeben hat, darf er abreisen. Einen Diamanten hatte er in Sokolow Zimmer nicht gefunden, allerdings hat er den Laptop und einen rosa USB-Stick an sich genommen.
Aus der Zeitung erfahren Allmen und Carlos schließlich, dass der Diamant gar nicht gestohlen worden war. Das erklärt, warum Montgomery nicht mehr zu erreichen ist. Dafür erhalten Carlos und Allmen Besuch der zwei Engländer, sie misshandeln Carlos und verlangen „seine“ Herausgabe, ohne zu erklären, was „es“ ist. Sie finden schließlich den USB-Stick und stecken ihn ein. Durch die zwei Amerikaner, die sich später als Bob und Joey vorstellen, werden sie aber noch vor Ort gestellt und der Schweizer Bundespolizei übergeben. Bob und Joey sind also offenbar amerikanische Ermittler. Sie waren den beiden Engländern gefolgt, die vermutlich Montgomery auf Allmen angesetzt hatte, damit dieser sie zu Sokolow führt. Der ist dann bei der ruppigen Befragung durch Montgomerys Handlanger zu Tode gekommen.
Der „rosa Diamant“ war also in Wirklichkeit der USB-Stick bzw. dessen Inhalt. Wochen später liest Carlos in den Nachrichten, dass der amerikanischen Bank Brookfield Klein ein Programm, das im Hochfrequenzhandel einen Vorteil bietet, gestohlen worden war. Da er Sokolows Laptop gesichtet und seine alten Emails gelesen hatte, begreift er aus den Namen und Zusammenhängen, dass Sokolow dieses Programm hatte und einem englischen Hedgefonds angeboten hatte. Mehr noch, er erkennt, dass Sokolow in seiner Schweizer Villa eine Kopie hat.
Allmen und Carlos dringen in Sokolows Villa ein und finden einen weiteren Stick, den ihnen Bob und Joey aber sofort wieder abnehmen. Sie hatten die beiden beschattet. Carlos entdeckt jedoch anschließend auf Sokolows Rechner unter den unzureichend gelöschten Dateien eine weitere Kopie des Programms.
Sie tauchen bei lateinamerikanischen Einwanderern unter und fordern von Brookfield Klein 2,5 Millionen Schweizer Franken für die Herausgabe. Schließlich gibt die Bank klein bei und zahlt gegen Allmens Ehrenwort, dass keine weiteren Forderungen folgen werden.
Damit ist Allmen wieder liquide und nachdem sich Carlos in Maria verliebt hat, steht dem Haushalt nunmehr auch eine Köchin zur Verfügung.

## Verfilmung
Thomas Berger verfilmte das Buch 2017 als Allmen und das Geheimnis des rosa Diamanten. Heino Ferch spielt erneut die Hauptrolle. Neben Samuel Finzi als Carlos stieß Isabella Parkinson als Maria zur Stammbesetzung. Daniel Wagner ist als Artjom Sokolow zu sehen.

## Rezensionen
Felicitas von Lovenberg schrieb am 27. Juni 2011 in der FAZ, Suter gelinge in seinem zweiten Allmen-Band nichts neues, sondern er schreibe lediglich fort, was er besonders gut könne: Schilderung gehobener Milieus. Der Reiz von Suters neuem Werk liege weniger in der Handlung als in der Ausschmückung jener Welten, durch die Suter seinen Helden mit Einstecktuch und Schrankkoffer flanieren lasse. „Von der Business Class zur First Class, mit gelegentlichen Ausflügen in Holzklasse und Laderaum: Das ist Allmen.“ Wer einen Nachfahren von Ian Flemings Bond mit mehr Niveau als Action suche, sei mit Suters Allmen allemal gut bedient.
Peter Mohr bezeichnete Suter auf literaturkritik.de als geschickten Erzählstrategen. Er lenke die Handlung zum Schluss noch einmal auf ein anderes Gleis und verleihe ihr auch noch aktuelle Bezüge. Irgendwo zwischen launiger Gaunerkomödie und spannendem Thriller habe sich Martin Suter einen Platz für seine Allmen-Romane eingerichtet. „Wirklich angenehme Unterhaltung!“

## Ausgaben
- Hardcover: Diogenes, Zürich 2011, ISBN 978-3257067774
- Taschenbuch: Diogenes, Zürich 2013, ISBN 978-3257067996
- Hörbuch, gelesen von Gert Heidenreich, Diogenes, Zürich 2014, ISBN 978-3-257-80305-1